# دانيال ليمان
دانيال ليمان هو عسكري كندي، ولد في 13 يوليو 1753، وتوفي في 3 نوفمبر 1809.